# Lampada a LED

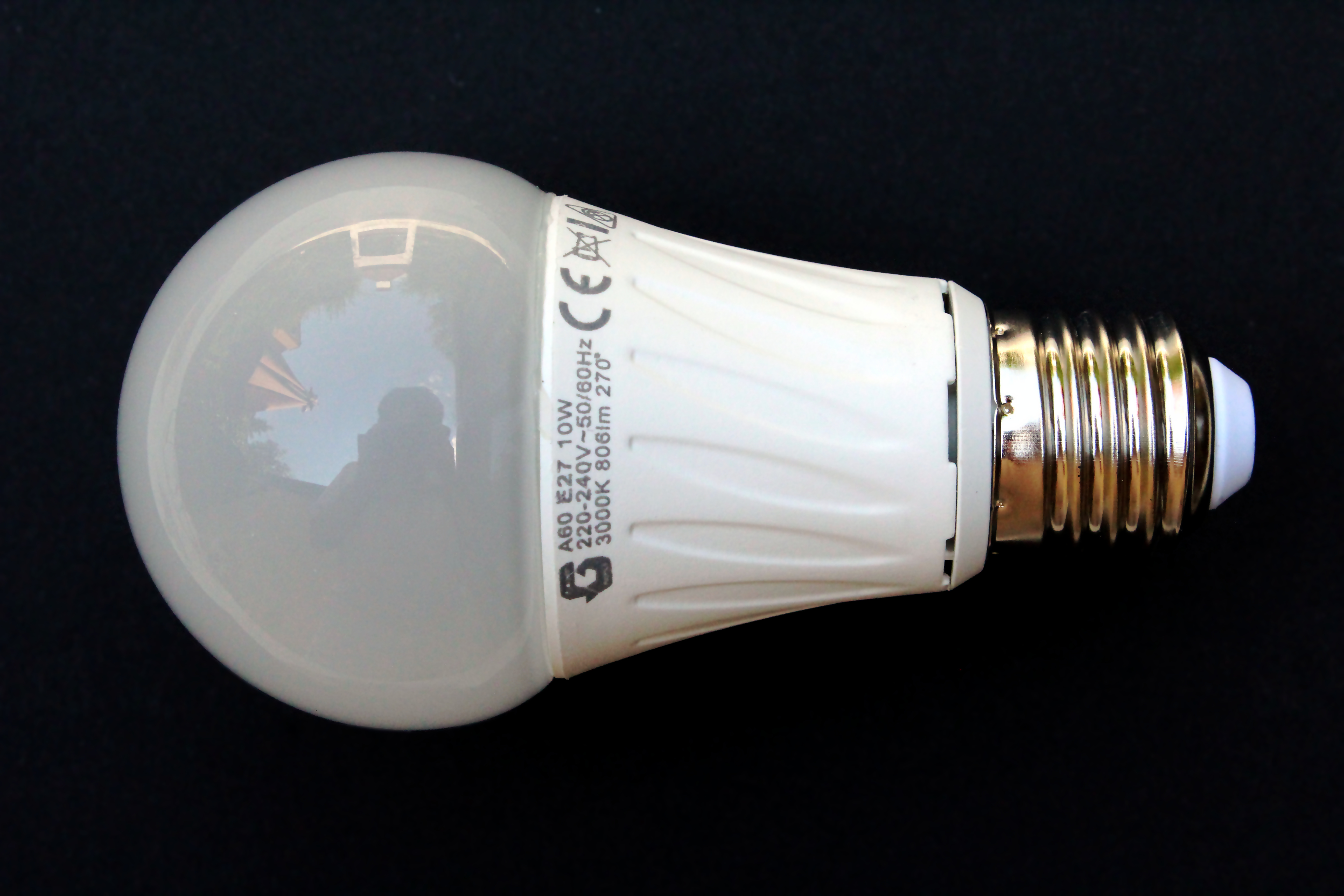
Una lampada a LED da 230 Volt con attacco E27 (10 watt, 806 lumen)

La lampada a LED è un dispositivo di illuminazione basato sull'impiego di diodi ad emissione luminosa. Sostituisce le lampade basate su tecnologie con un rendimento energico inferiore, come le ormai obsolete lampade a incandescenza.

## Storia
La tecnologia LED fu sviluppata per la prima volta nel 1962 per opera di Nick Holonyak Jr., che mise a punto  il primo esemplare funzionante nello spettro visibile mentre lavorava come consulente per la General Electric.
La prima realizzazione pratica di un LED avvenne nel 1968, con la produzione di dispositivi che emettevano solo in colore rosso. Negli anni successivi vennero realizzati LED in grado di emettere in altre colorazioni visibili, nell'infrarosso e ultravioletto, e i primi esperimenti di LED bianchi grazie all'utilizzo di più led dei colori rosso, verde e blu, quest'ultimo diffuso solo a partire dalla fine degli anni 90.
Il largo utilizzo di lampade LED ad alta efficienza ebbe inizio solo a partire dagli anni 2000 grazie all'utilizzo di LED blu ad alta efficienza abbinati a uno strato di fosforo, il quale generava una luce fluorescente gialla, completando quindi lo spettro luminoso percepito come bianco dall'occhio umano, con indice di resa cromatica superiore a quello del bianco ottenuto combinando LED rossi, verdi e blu.

## Caratteristiche
Le lampade a LED, essendo basate su semiconduttori, presentano una durata di vita molto più lunga e consumi molto più contenuti a parità di emissione luminosa rispetto alle lampade a incandescenza e alle altre tecnologie di lampade usate per l'illuminazione. Le lampade a LED trovano impiego nei sistemi di illuminazione pubblica e nell'ambito dell'illuminazione domestica e automobilistica. Per l'alimentazione direttamente alla tensione di rete alternata, in Italia a 230 V, le lampade a LED contengono al loro interno un circuito elettronico per ridurre e raddrizzare la tensione d'esercizio, che può essere lineare o switching a seconda della potenza da erogare.
L'utilizzo di questo tipo di lampadine è subordinato al vincolo omologativo, dove a seconda della norma a cui risponde, può sostituire la specifica lampadina ad incandescenza (H4, H11, ecc) per qualsiasi veicolo (norma ECE R37), oppure essere omologata per uno specifico faro e quindi ad una lista limitata di veicoli corrispondenti.

## Tipologie

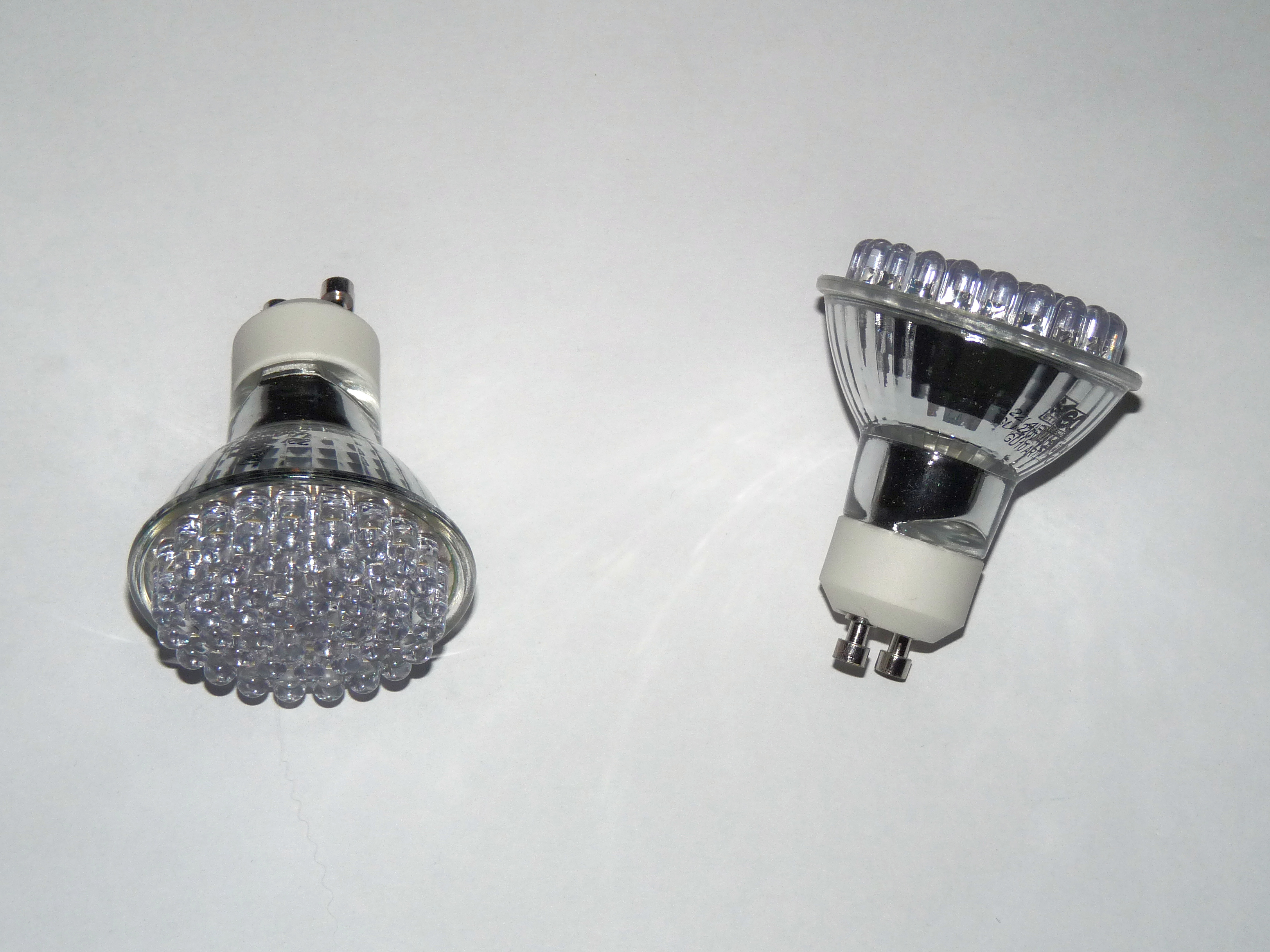
Lampadina a LED da 3 W con attacco bipin GU10

### LED multipli
La prima tecnologia utilizzata era costituita da semplici LED a montaggio through-hole il cui difetto è però l'eccessiva angolatura stretta del fascio luminoso. L'utilizzo principale era in sostituzione dei faretti alogeni.

### LED SMD

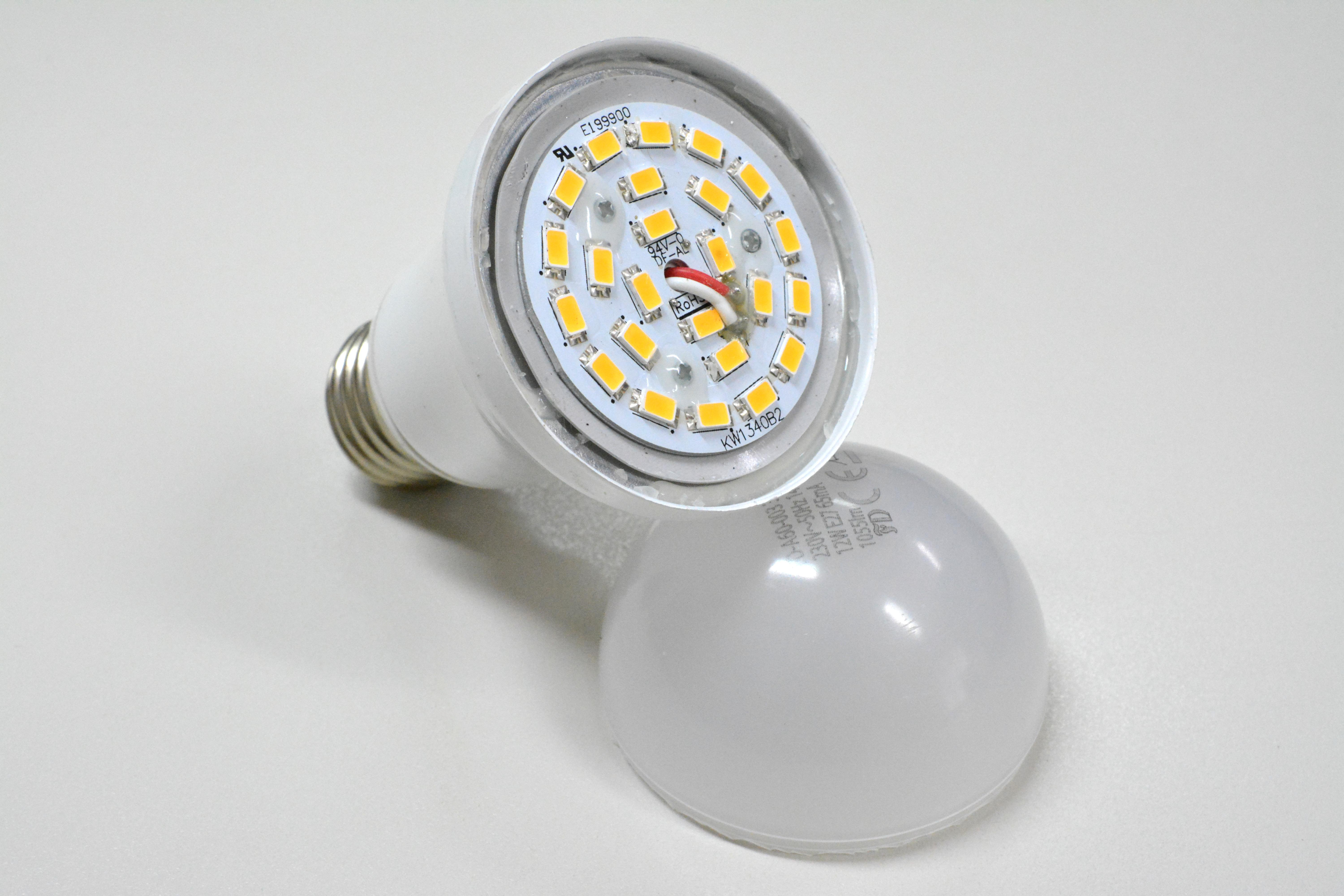
Lampadina a LED SMD da 12 W e 1055 lumen

Una lampada LED SMD contiene un tipo di modulo che utilizza la tecnologia a montaggio superficiale (SMT) per montare i chip LED sulle schede a circuito stampato (PCB).
Con l'utilizzo di questa tecnologia la luminosità e l'efficienza energetica crebbero notevolmente.

### LED COB

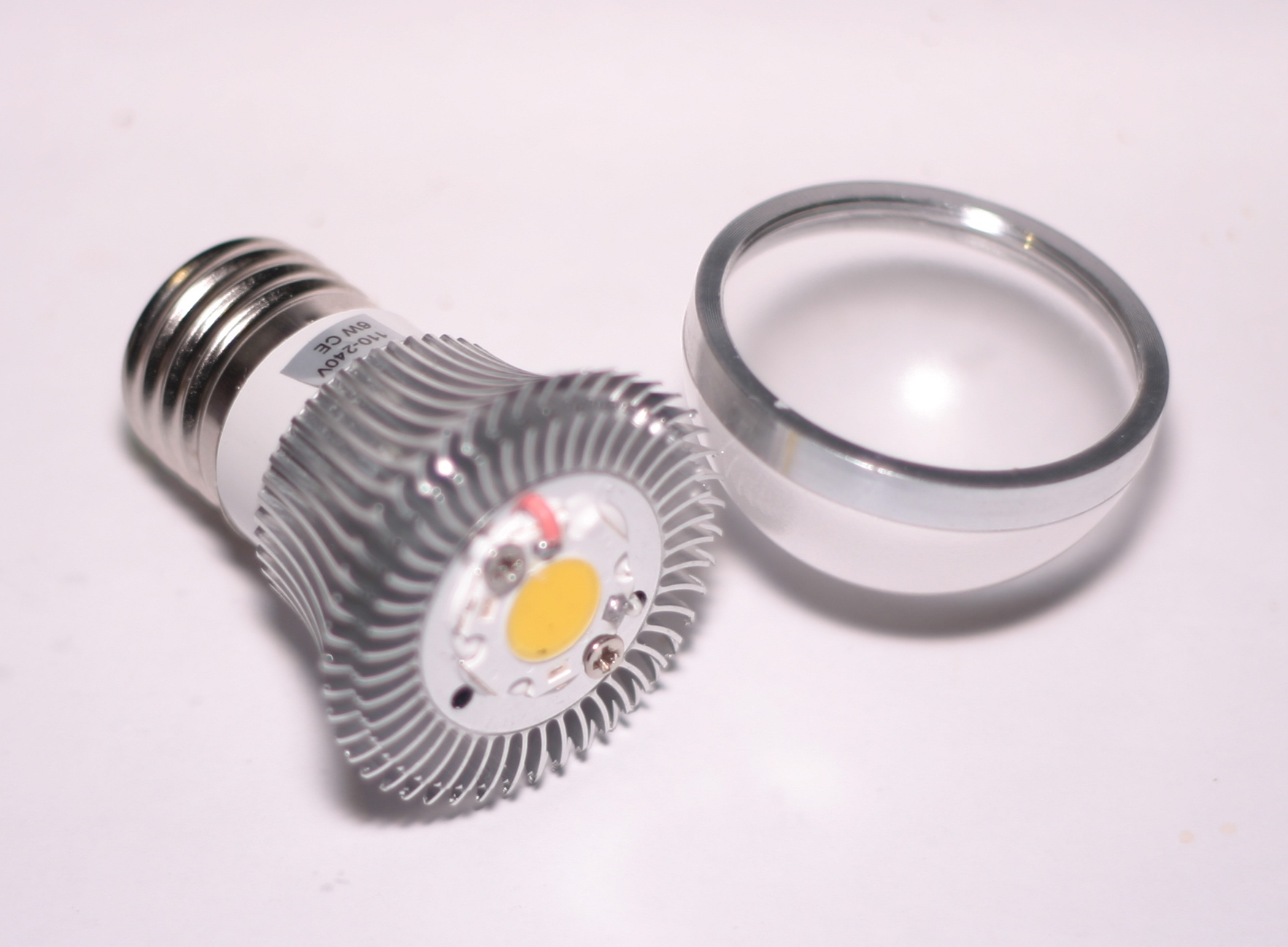
Lampadina a LED COB da 6 W e 360 lumen

I LED COB (Chip On Board) sono chip di LED multipli saldati direttamente su un substrato a formare un modulo unico.
Questa è stata una evoluzione della precedente tecnologia e permette un'efficienza lumen/watt ancora maggiore.

### Filamento LED

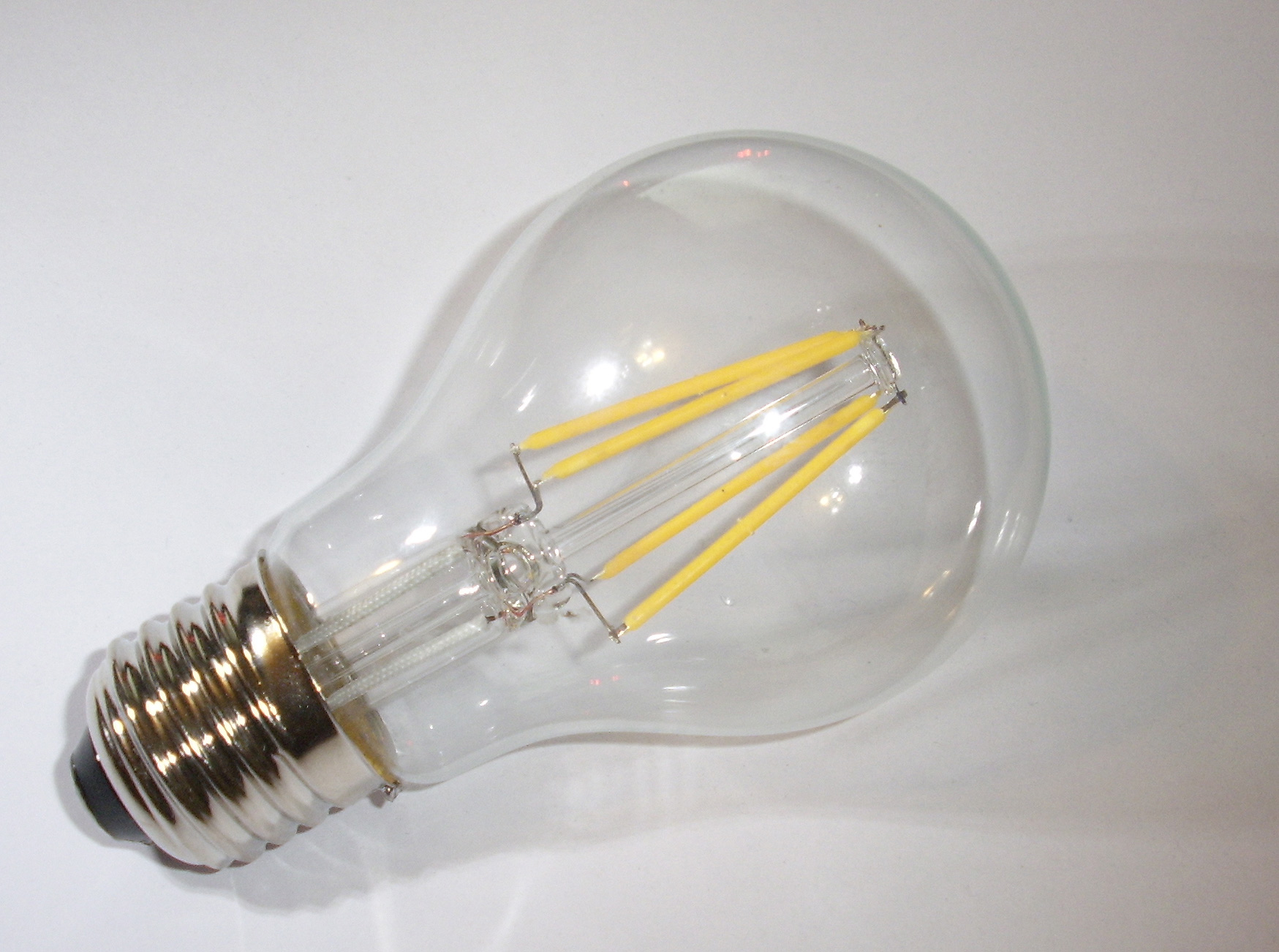
Lampadina a filamenti LED con attacco E27 da 6 W

Queste lampade sono state brevettate nel 2008. Le lampadine usano la tecnologia COB e i led sono disposti in modo tale da ricreare la forma a filamento, tipica delle lampadine a incandescenza. Sono costituiti da una barretta di vetro o di zaffiro dello spessore di circa 0,5 mm, larga 1 mm e lunga 30 mm, sulla quale sono disposti in serie un certo numero di micro LED blu e rossi. Questa tecnica detta Chip-On-Glass (COG) permette alla luce emessa dai LED di diffondersi uniformemente e senza interferenze su tutta la struttura, la quale è poi rivestita da una resina fluorescente giallo chiara/arancione che conferisce la giusta colorazione alla luce emessa. All'accensione il filamento LED appare come un sottile filo incandescente, e la luce emessa viene irradiata uniformemente in tutte le direzioni.

### Tubo LED
Un tubo LED è una particolare lampada a LED che ha la stessa forma e attacchi delle lampade fluorescenti lineari e circolari.